# Volo Misrair 738
Il volo Misrair 738 venne effettuato dalla compagnia aerea egiziana Misrair il 29 settembre 1960 con un Vickers Viscount che si inabissò nel Mar Tirreno 27,5 km a nord dell'isola d'Elba alla profondità di 120 m, in cui perirono tutti i 21 occupanti dell'aereo, 17 passeggeri e 4 membri dell'equipaggio.

## Il fatto
L'aereo, proveniente da Ginevra, partì alle 10.05 per il volo «UAA 738» dall'Aeroporto Cointrin con destinazione l'Aeroporto del Cairo, con tappe intermedie Roma ed Atene.
L'arrivo a Roma era previsto alle 13.05. L'ultimo messaggio del comandante Raouf fu trasmesso alla torre di controllo di Ciampino alle 12.10, in cui comunicava di trovarsi nei pressi dell'Elba ad un livello di volo 210, dove in quel momento insisteva un'area di bassa pressione con attività temporalesche. L'aereo chiese quindi l'autorizzazione ad «occidentalizzare» il proprio canale di volo; l'ultimo contatto con il suolo avvenne quando la cabina di pilotaggio raccolse l'autorizzazione da parte del controllo aereo di Roma alla modifica della rotta. A causa della forte tempesta, che danneggiò parti del velivolo, i piloti non ebbero più il controllo dell'aereo che si inabissò in mare. Per le ricerche vennero utilizzati i dragamine Pino, Baionetta ed Edera, il rimorchiatore Colosso e l'avviso scorta Indomito, salpati da La Spezia.